# Svetourbanska akademija
Svetourbanska akademija je bila neuradna organizacija nekaterih štajerskih slovenskih izobražencev v današnji Vzhodni Sloveniji, ki so med 1803 in 1811 poskušali ustvariti knjižno normo vzhodne slovenščine. Akademija je bila neuspešna zaradi nazorskih razlik udeležencev, ki so zastopali drugačne jezikovne smeri.

## Ozadje
V slovenskem jezikoslovju dolgo časa niso upoštevali dejstva, da je bil dvojni razvoj v slovenščini: v Alpski Sloveniji se je izoblikovala osrednja slovenščina, iz katere je pozneje nastala današnja knjižna slovenščina. Na Štajerskem in Ogrskem (v Panonski Sloveniji) se je posebno razvijala slovenščina. Tukajšnja t. i. panonska slovenščina se je delila na knjižno prekmurščino in knjižno vzhodno štajerščino. Ta zadnja norma je bila najmlajši slovenski knjižni jezik in je bila v stiku z osrednjo slovenščino, medtem ko je na njo vplivala tudi kajkavska hrvaščina.
Vzhodno štajersko književnost je utemeljil prevod nemškega katekizma Ignaza Parhamerja (1758). Prvi natis je bil napisan v mešanem kajkavsko-štajerskem jeziku, ki ni bil priljubljen med ljudstvom. V naslednjih ponatisih so popravili jezik, da naj bo bolj podobnem ljudskemu govoru v Slovenskih goricah in Prlekiji. Literarno tradicijo je nadaljeval Leopold Volkmer, ki je bil prvi posvetni pesnik na Štajerskem.
Na koncu 18. stoletja sta Štefan in Mikloš Küzmič ustvarila razmeroma enotno knjižno normo za ogrske (prekmurske) Slovence. Na Štajerskem niso imeli enotne koncepcije o jeziku.

## Destrniški sestanki
Štajerski katoliški duhovniki in izobraženci so spremljali delo jezikoslovne akademije Blaža Kumerdeja na Kranjskem. Pobudnik svetourbanske akademije je bil Ivan Narat, ki je bil kaplan v Mariboru in katehet tamkajšnje gimnazije. Akademija se je imenovala po destrniški župniji) svetourbanska.
Prvi sestanek je bil 30. septembra 1803. Znano je ime devet udeležencev:
- Ivan Narat, pobudnik in predsednik akademije
- Gašpar Harman, teolog iz Ljubljane
- Štefan Modrinjak, župnik Polstrave (danes Središče ob Dravi)
- Janez Mravljak, župnik v Destrniku
- Simon Povoden, kurat na Ptuju
- Leopold Volkmer, kaplan v Dvorjanah
- Blaž Kosi
- Andrej Poljanec
- Matija Čiolič, župnik v Svetinjah

Narat, Harman, Kosi in Poljanec so med svojim študijem v Gradcu (1796–1801) sodelovali v štajerski filološki akademiji. Nekateri člani tega krožka so navduševali za ideje francoske revolucije.
Udeleženci svetourbanske akademije so razpravljali o slovnici in slovarju vzhodne slovenščine, verjetno so imeli v mislih tudi poseben prevod Svetega pisma.
Nujno je omeniti, da so v tem času menili o kajkavski hrvaščini, da je različica slovenskega jezika (bil je tudi Jernej Kopitar istega mnenja). Deloma je ta misel povzročila zlom svetourbanske akademije. Narat in Harman sta se zavzemala za združitev vzhodne in osrednje slovenščine v jeziku in pravopisu, zato sta podpirala rabo bohoričice, medtem ko je Modrinjak (ki je študiral na Hrvaškem) zagovarjal za kajkavski pravopis (ki se je naslanjal na stari ogrski pravopis) in se je jezikovno nagibal kajkavcem.
Prvi sestanek je bil brezuspešen. Kmalu je Narat tragično umrl in je prevzel predsedniško mesto na akademiji Mihael Jaklin, ki je podpiral Modrinjakove jezikovne nazore, čeprav se je malo razlikoval od Modrinjaka, ker je v svojem črkopisu uporabil sinteze kajkavskega črkopisa in bohoričice (z nekaterimi spremembami Marka Pohlina).
Toda drugi člani svetourbanske akademije so še vedno kljubovali naslonitvi na kajkavščino in so razpustili organizacijo. Jaklin je sam poskusil nadaljevati standardizacijsko delo, vendar so ga pomembni jezikoslovci kot Janez Nepomuk Primic in Franc Cvetko zavrnili.
Le Peter Dajnko je bil sposoben tvoriti knjižno normo, ki je bila že sprejemljiva za štajerske Slovence, toda je hitro prenehala, ko so 1839 prepovedali rabo njegovega črkopisa t. i. dajnčice.